# Paul Noel
Paul Wendel Noel (ur. 4 sierpnia 1924 w Midway, zm. 16 listopada 2005 w Versailles) – amerykański koszykarz, występujący na pozycji skrzydłowego, mistrz NBA z 1951.
Jako zawodnik szkoły średnie wystąpił w meczu gwiazd – Kentucky vs. Indiana. Był też wybierany do składów All-State.
Do składu New York Knicks polecił go trener uczelni Western Kentucky – Ed Diddle. Po przejściu naboru dostał się do składu, po czterech latach rozbratu z koszykówką. 
Po roku na uczelni Kentucky zrezygnował z gry w 1943. Podjął taką decyzję z powodu choroby ojca. Opuścił uczelnię, aby prowadzić jego farmę.
Po zakończeniu kariery sportowej prowadził przez lata aptekę, będąc też radnym, a następnie burmistrzem Versailles City. 

## Osiągnięcia
NBA
- Mistrz NBA (1951)[1]

Inne
- Zaliczony do Galerii Sław Woodford County Chamber of Commerce